# Conservacionismo

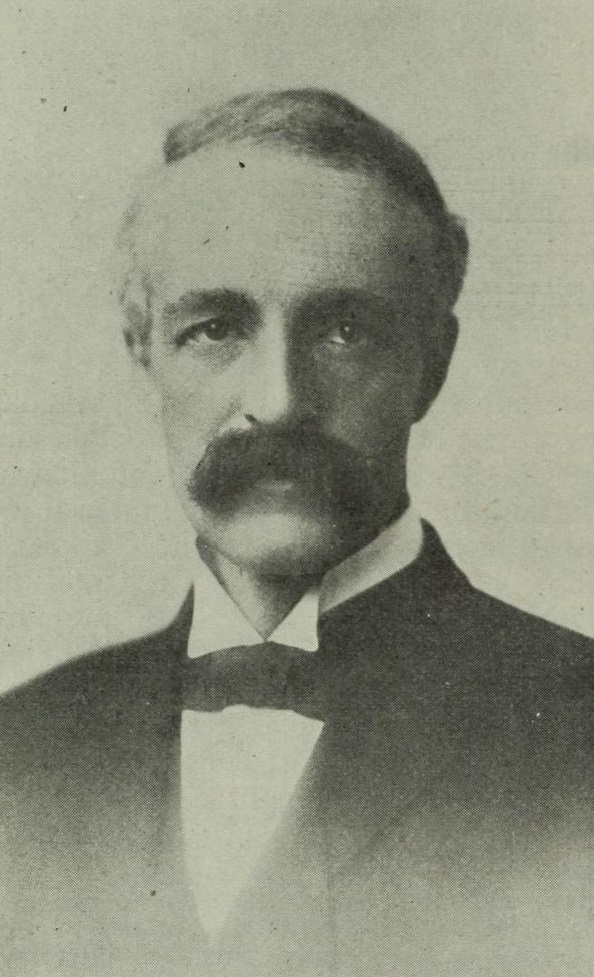
Gifford Pinchot é uma das figuras centrais do movimento conservacionista moderno. A ele é atribuída a cunhagem da expressão "conservação dos recursos naturais", que dá nome ao conservacionismo.

O movimento conservacionista, também chamado movimento de conservação da natureza, é um movimento político, ambiental e social que se interessa pela conservação da natureza. Inicialmente o conservacionismo incluía interesses relacionados à pesca, à gestão da vida animal, à água, à conservação dos solos e à exploração sustentável de florestas. O conservacionismo contemporâneo difere-se por concentrar-se e dar ênfase nas questões do uso sustentável dos recursos naturais e na preservação da diversidade biológica, e o seu instrumento preferencial são as chamadas áreas protegidas.
Para alguns, trata-se de uma parte do movimento mais amplo e diverso intitulado ambientalismo, enquanto outros afirmam tratarem-se movimento distintos, haja vista possuírem fundamentações ideológicas e abordagens práticas marcadamente diferentes. Nos Estados Unidos, particularmente, ambos movimentos são considerados distintos. Além disso, originalmente o termo conservacionismo designava uma corrente específica do movimento de conservação na natureza, e que se contrapunha à corrente preservacionista do mesmo. Com o passar do tempo, contudo, o termo passou a designar o conjunto de correntes do movimento de conservação na natureza, tornando-se sinônimo do mesmo.

## História

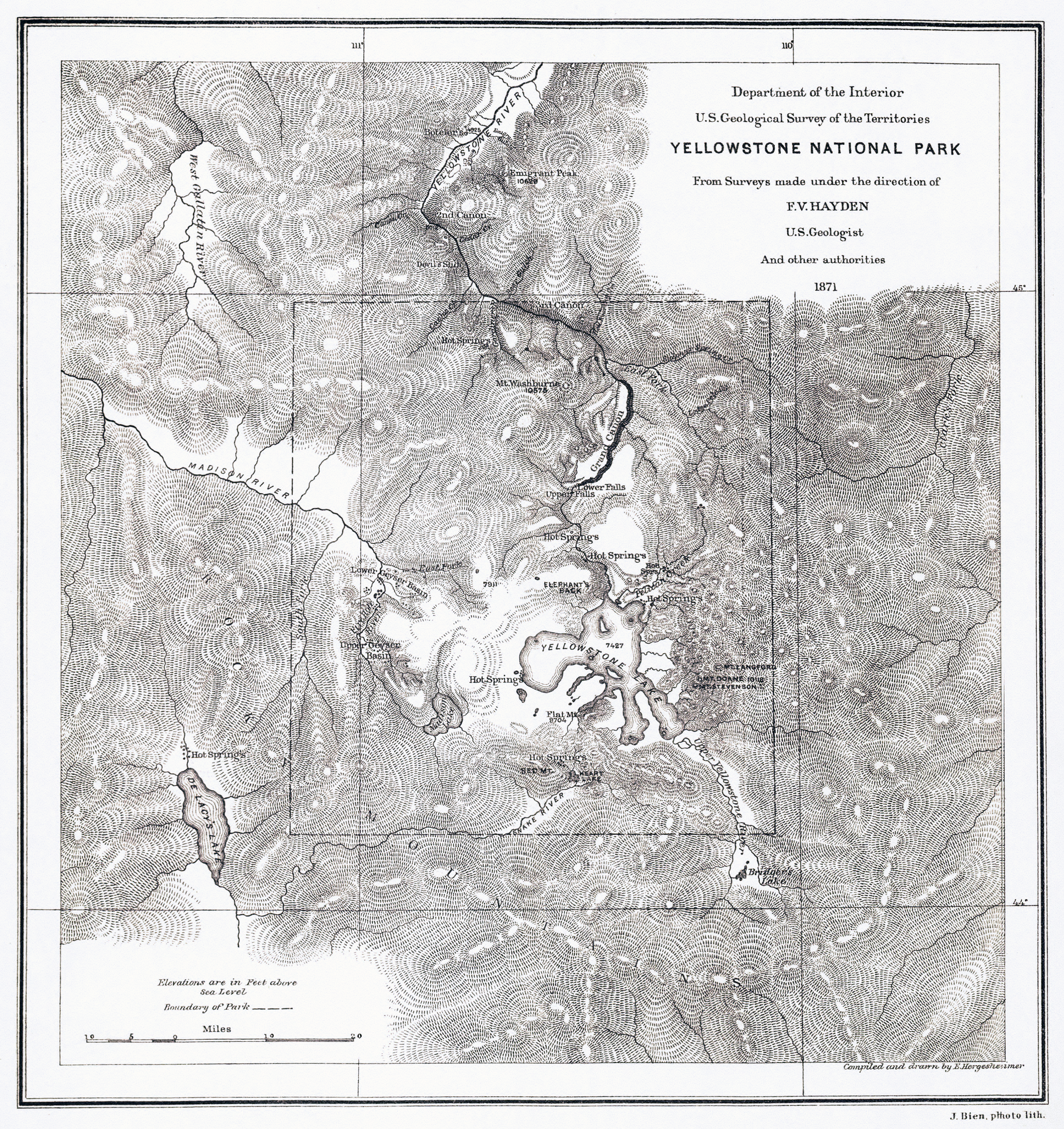
Mapa do Parque Nacional de Yellowstone (F. V. Hayden, 1871), uma das primeiras áreas protegidas.

### Antecedentes
Em uma perspectiva distante, o movimento conservacionista pode ser traçado até John Evelyn e seu trabalho Sylva, apresentado à Royal Society em 1662. Publicado como livro dois anos depois, esse foi um dos mais influentes trabalhos sobre gestão florestal jamais publicado. Recursos madeireiros estavam tornando-se perigosamente raros na Inglaterra dessa época, e Evelyn argumentava em sua obra sobre a importância de se conservar florestas, através da gestão dos volumes de madeira retirados das florestas, que deveriam manter-se dentro da sua capacidade de regeneração.
Esse campo desenvolveu-se profundamente ao longo do século XVIII, especialmente na Prússia e na França, e métodos científicos cada vez mais avançados foram sendo desenvolvidos. Mais tarde, no século XIX, diversos outros países europeus criariam as primeiras reservas de gestão florestal em suas colônias, e o Reino Unido utilizaria amplamente esses métodos na Índia, onde a produção de erva de chá exigiria um controle mais apurado da exploração florestal.

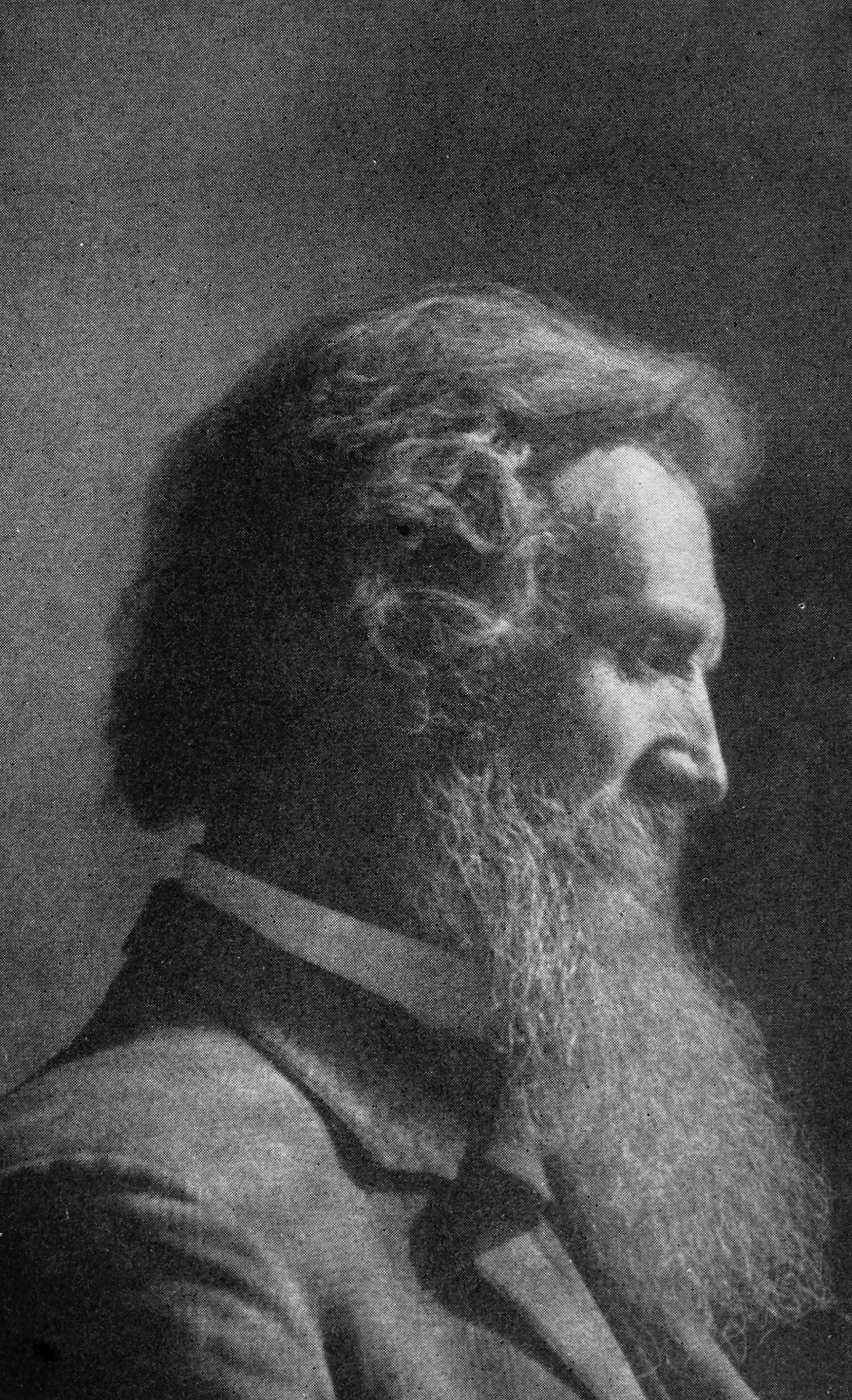
John Muir foi o grande líder dos primeiros preservacionistas.

### Origens do movimento conservacionista
O movimento conservacionista que se difundiria internacionalmente a partir da primeira metade do século XX teve uma importante influência do movimento conservacionista americano. Esse, recebeu sua influência dos movimentos artísticos do século XIX que exaltavam o valor inato da natureza e estabeleciam uma divisão clara entre o humano e o natural selvagem, principalmente o transcendentalismo e o romantismo. A obra de Henry David Thoreau (1817-1862) teve um papel fundamental na construção da ética conservacionista americana, fundamentada na ideia de wilderness, uma natureza completamente selvagem e prístina. Thoreau interessava-se pela relação entre o homem e a natureza, e relatou suas experiências no livro Walden, no qual a natureza possui um valor estético e espiritual inato, argumentando que as pessoas para serem felizes devem viver de forma simples e ter contato com a natureza. Não por acaso, tornou-se um grande amigo e colaborador de John Muir, o fundador do Sierra Club e ativista responsável pela criação do Parque Nacional de Yosemite, que se tornaria uma figura fundamental da vertente preservacionista (Preservationnist) do movimento conservacionista. As ideias de Dietrich Brandis, William P.D. Schlich e Carl A. Schenck também foram muito influentes, assim as do primeiro chefe do Serviço Florestal dos Estados Unidos, Gifford Pinchot, um ícone da corrente conservacionista (Conservationnist) do movimento conservacionista. Junto com outros setores da sociedade, conservacionistas e preservacionistas participaram de muitos debates ao longo da chamada Progressive Era americana (primeiras décadas do século XX), durante a qual as discussões se concentravam em três posições: os grandes proprietários e grandes corporações de exploração mineral e florestal defendiam a posição chamada de laissez-faire, ou seja, que o direito de propriedade deveria ser respeitado literalmente, e que portanto em propriedades privadas a exploração dos recursos naturais deveria ser completamente livre e à critério do dono. Os conservacionistas, liderados por Theodore Roosevelt e Gifford Pinchot, eram motivados pelo desperdício de recursos que se assistia (principalmente caça e madeira), e tinham como objetivo tira-los das mãos de corporações e grupos econômicos específicos, como forma de que fossem geridos no interesse da coletividade. Já nessa época, a política do laissez-faire havia levado um numero importante de espécies à beira da extinção, e a região leste dos Estados Unidos, antes coberta por florestas, já apresentava muito poucas. Roosevelt reconheceu que essa abordagem era ineficiente e dispendiosa, e como a maior parte das terras à oeste dos EUA pertenciam ao Estado, a melhor linha de ação seria a elaboração de um plano de longo prazo e a organização de um serviço público encarregado de maximizar os benefícios a longo prazo dos recursos naturais. Preservacionistas, liderados por John Muir, argumentavam que as políticas de conservação não eram suficientemente fortes para proteger os interesses dos mundo natural, uma vez que elas continuavam a focar no mundo natural como fonte de produção econômica.
O debate entre conservacionistas e preservacionistas atingiu seu pico durante a questão da Barragem de Hitch Hetchy, no Parque de Yosemite, que era proposta com o objetivo de suprir água à cidade de São Francisco. Muir, liderando o Sierra Club, declarava que o vale de Hetch Hetchy deveria ser protegido por conta de sua beleza, pois "nenhum templo mais sagrado foi jamais consagrado pelo coração do homem". Apesar de mais romântica do que prática, o deslumbramento de Muir com a natureza serviu e continua a servir de inspiração a sucessivas gerações de conservacionistas, e sua visão de como a conservação deveria ser feita estava em linha, na época, com o que os britânicos, alemães, belgas e franceses faziam em diversas de suas colônias, principalmente na África. Não por acaso, o preservacionismo teria grande influência em todo o mundo.

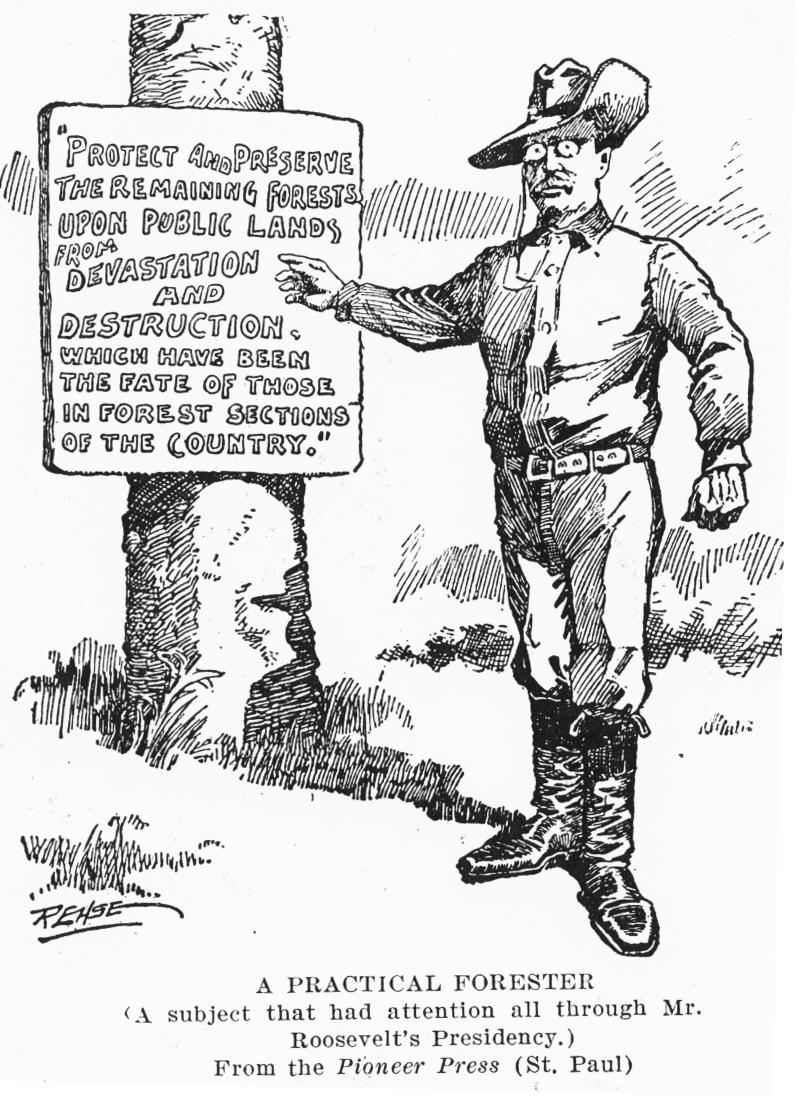
Roosevelt foi um líder da conservação, lutando para pôr fim ao desperdício de recursos naturais.

A politização da questão da conservação, no entanto, deve muito a Roosevelt, que foi quem efetivamente colocou a questão na agenda política americana, e quem posteriormente deu importantes contribuições para que ela se difundisse em outros países.  
Sozinho, Roosevelt destinou mais terras à criação de áreas protegidas do que todos seus predecessores combinados. Além disso, criou o Serviço Florestal dos Estados Unidos, reforçou a legislação dos parques nacionais, e promulgou o Antiquities Act de 1906. Também criou 51 reservas de avifauna, quatro preserves de fauna selvagem, e 150 florestas nacionais. Em seu governo, a superfície coberta por áreas protegidas atingiu cerca de 930.000 km2. 
Em 1903 Roosevelt visitou o Yosemite Valley com John Muir, mesmo tendo uma visão de conservação muito diferente da dele. Através da pressão exercida pelo Sierra Club, Muit consegui em 1905 que o Congresso americano transferisse o Mariposa Grove e o Yosemite Valley ao governo federal. Esse seria outro ponto de embate entre as correntes conservacionista e preservacionista, pois enquanto Muit queria a natureza protegida por conta de seu valor espiritual, e portanto intocada por qualquer uso, Roosevelt era partidário da fórmula de Pinchot de que era necessário "fazer as florestas produzirem a maior quantidade e a melhor qualidade possível de serviços e produtos úteis ao homem, e mantê-las produzindo esses produtos e serviços por sucessivas gerações de homens e árvores"
Em 1908, Roosevelt organizou a Conference of Governors na Casa Branca, com foco nos recursos naturais e em seu uso eficiente. Seu discurso marcou época e consagrou a conservação como tema político: "A conservação como um dever nacional". Além disso, comunicou-se intensamente com outros chefes de Estado e buscou influencia-los a conservar seu patrimônio natural.

### Desde os anos 1970
Ao longo do século XX outras figuras importantes ajudaram a moldar o movimento conservacionista de nossos dias, destacando-se Aldo Leopold e Julian Huxley. A partir dos anos 1970 o conservacionismo ganhou um novo significado e uma nova dimensão, principalmente em razão da crise ambiental a que se tem assistido. A partir dos anos 1970 a qualidade do meio ambiente deixa de ser assunto tratado em mesas de políticos e em escritórios de ONG, para se tratar um assunto de toda a sociedade. Isso teve profundo impacto no conservacionismo, que tem buscado adaptar-se à necessidade do desenvolvimento sustentável.

#### Conservação convivial
Em 2019, a conservação convivial foi proposta por Bram Büscher e Robert Fletcher. A conservação convivial se baseia em movimentos sociais e conceitos como justiça ambiental e mudança estrutural para criar uma abordagem pós-capitalista para o conservacionismo. A conservação convivial rejeita as dicotomias homem-natureza e as economias políticas capitalistas. Construída sobre uma política de equidade, mudança estrutural e justiça ambiental, a conservação convivial é considerada uma teoria radical, pois se concentra na estrutura da economia política dos estados-nação modernos e na necessidade de criar mudanças estruturais.
A conservação convivial cria uma abordagem mais integrada, que reconfigura a relação natureza-humanidade para criar um mundo no qual os humanos são reconhecidos como parte da natureza. A ênfase na natureza como existindo para e por meio dos humanos cria uma responsabilidade humana de cuidar do meio ambiente como uma forma de cuidar de si mesmos. Também redefine a natureza como não apenas imaculada e intocada, mas cultivada pelos humanos em formatos cotidianos. A teoria é um processo de longo prazo de mudança estrutural para se afastar da valoração capitalista em favor de um sistema que enfatiza a vida cotidiana e local. Enquanto outras teorias de conservação integram alguns dos elementos da conservação convivial, nenhuma se afasta tanto das dicotomias quanto dos princípios de valoração capitalista.
Os cinco elementos da conservação convivial, conforme Büscher e Fletcher, são:
1. A promoção da natureza para e pelos humanos.
2. O afastamento do conceito de conservação como salvação apenas dos elementos não-humanos das natureza.
3. Ênfase no envolvimento democrático de longo prazo com a natureza em vez do turismo de elite.
4. O afastamento da espetacularização da natureza e, em vez disso, o foco na "natureza cotidiana".
5. A gestão democrática da natureza, considerando a natureza como bem comum e contextualizada.

### Racismo e o movimento conservacionista
O foco dos primeiros anos dos movimentos ambientais e conservacionistas estavam em proteger animais de caça para apoiar as atividades recreativas de homens brancos de elite, como a caça esportiva. Esse movimento fomentou uma economia para apoiar e perpetuar essas atividades, bem como a conservação contínua da natureza para apoiar os interesses corporativos que forneciam aos caçadores o equipamento necessário para seu esporte. Os parques de caça na Inglaterra e nos Estados Unidos permitiam que caçadores e pescadores ricos esgotassem a vida selvagem, enquanto a caça por grupos indígenas, membros da classe trabalhadora e cidadãos pobres em geral, especialmente a caça com finalidade de subsistência, era vigorosamente monitorada. Pesquisadores apontam que o estabelecimento de parques nacionais pelo governo dos EUA, ao mesmo tempo em que reservava terras para preservação, também perpetuava a ideia de preservação da terra para a recreação e diversão de caçadores brancos de elite e entusiastas da natureza.
Embora Theodore Roosevelt fosse um dos principais ativistas do movimento de conservação nos Estados Unidos, ele também acreditava que as ameaças ao mundo natural eram igualmente ameaças aos americanos brancos. Roosevelt e seus contemporâneos acreditavam que as cidades, indústrias e fábricas que estavam tomando conta da natureza selvagem e ameaçando as plantas e animais nativos também estavam consumindo e ameaçando o vigor racial que, segundo eles, os americanos brancos possuíam e os tornava racialmente superiores. Roosevelt acreditava firmemente que a virilidade masculina branca dependia da vida selvagem para seu vigor e que esgotar a vida selvagem resultaria em uma nação racialmente mais fraca. Esse pensamento levou Roosevelt a apoiar a aprovação de muitas restrições à imigração, legislações de eugenia e leis de preservação da vida selvagem. Por exemplo, Roosevelt estabeleceu os primeiros parques nacionais por meio do Antiquities Act de 1906, ao mesmo tempo em que endossava a remoção de indígenas americanos de suas terras tribais dentro dos parques. Este movimento foi promovido por outros líderes do movimento conservacionista, incluindo Frederick Law Olmsted, um importante arquiteto paisagista, conservacionista e apoiador do sistema de parques nacionais, e Gifford Pinchot, um importante eugenista e conservacionista. Promover a exploração econômica do meio ambiente e dos parques nacionais para brancos ricos foi o início do ecoturismo nos parques, que incluiu permitir que alguns indígenas americanos permanecessem para que os turistas pudessem obter o que seria considerado a "experiência completa da natureza".
Outro apoiador de longa data que serviu de inspiração para Roosevelt, Madison Grant, foi um conhecido eugenista e conservacionista americano. Grant trabalhou ao lado de Roosevelt no movimento conservacionista americano e foi até secretário e presidente do clube de caça Boone and Crockett Club. Em 1916, Grant publicou o livro "The Passing of the Great Race, or The Racial Basis of European History" (O Advento da Grande Raça, ou A Base Racial da História Europeia, em tradução livre), que baseou suas premissas na eugenia e delineou uma hierarquia de raças, com homens brancos, "nórdicos" no topo, e todas as outras raças abaixo. A tradução alemã deste livro foi usada pela Alemanha nazista como fonte para muitas de suas crenças e foi até proclamada por Hitler como sua "Bíblia".
Uma das primeiras agências de conservação estabelecidas nos Estados Unidos foi a National Audubon Society. Fundada em 1905, sua prioridade era proteger e conservar várias espécies de aves aquáticas. No entanto, o primeiro grupo Audubon de nível estadual foi criado em 1896 por Harriet Hemenway e Minna B. Hall para convencer as mulheres a se absterem de comprar chapéus feitos com penas de pássaros - uma prática comum na época. A organização recebeu esse nome em homenagem a John Audubon, um naturalista e pintor de pássaros que também era um proprietário de escravos que incluiu muitos contos racistas em seus livros. Apesar de suas visões de desigualdade racial, Audubon considerava os negros e indígenas como cientificamente úteis, muitas vezes usando o conhecimento local desses povos em seus livros e contando com ajuda negra ou indígena na coleta de espécimes.
A ideologia do movimento conservacionista na Alemanha era paralela à dos EUA e da Inglaterra. Os primeiros naturalistas alemães do século XX se voltaram para a natureza selvagem para escapar da industrialização das cidades. No entanto, muitos desses primeiros conservacionistas se tornaram parte e influenciaram o partido nazista. Assim como os estadunidenses influentes do início do século XX, eles abraçaram a eugenia e o racismo e promoveram a ideia de que os povos nórdicos são superiores.

### Fundo Mundial para a Natureza
O Fundo Mundial para a Natureza (World Wide Fund for Nature, WWF) é uma organização não governamental internacional fundada em 1961, que trabalha no campo da preservação da vida selvagem e da redução do impacto humano no meio ambiente. Era anteriormente chamado de "World Wildlife Fund", que continua sendo seu nome oficial no Canadá e nos Estados Unidos. O WWF tem como objetivo "parar a degradação do ambiente natural do planeta e construir um futuro no qual os humanos vivam em harmonia com a natureza".
O WWF é a maior organização conservacionista do mundo, com mais de cinco milhões de apoiadores, trabalhando em mais de 100 países, apoiando cerca de 1.300 projetos ambientais e de conservação. Desde 1995, a organização investiu mais de 1 bilhão de dólares em mais de 12.000 iniciativas de conservação. Em 2020, o WWF recebia 65% de financiamento de indivíduos, 17% de fontes governamentais (como o Banco Mundial, USAID) e 8% de empresas.
O Relatório Planeta Vivo é publicado a cada dois anos pelo WWF desde 1998; é baseado no Índice Planeta Vivo e no cálculo da pegada ecológica. Além disso, o WWF lançou várias campanhas mundiais notáveis, incluindo a Hora do Planeta e os Swaps de Dívida (transações financeiras nas quais uma parcela da dívida externa de uma nação em desenvolvimento é perdoada em troca de investimentos locais em medidas de conservação ambiental), e seu trabalho atual é organizado em torno dessas seis áreas: alimentação, clima, água doce, vida selvagem, florestas e oceanos.

#### Abordagem "Conservação Distante"
Instituições como o WWF têm, historicamente, causado deslocamento e divisão entre populações indígenas. O motivo são as abordagens conservacionais colonialistas, paternalistas e neoliberais da organização. Anne Claus expande essa abordagem, chamada de "conservação distante", na qual o acesso às terras é aberto a entidades estrangeiras externas, como pesquisadores ou turistas, mas proibido às populações locais. As iniciativas de conservação estão, portanto, ocorrendo de forma "distante". Esse descompasso é resultante do desconhecimento dos costumes e valores mantidos por aqueles que vivem no território a ser preservado, e do papel que esses indivíduos têm dentro do território.

#### Abordagem "Conservação Próxima"
No Japão, a cidade de Shiraho tinha formas tradicionais de cuidar da natureza que foram perdidas devido à colonização e militarização pelos Estados Unidos. O retorno às práticas tradicionais de sustentabilidade constituiu uma abordagem de “conservação próxima” que envolve os habitantes dos territórios nos esforços de conservação e os responsabiliza por seus esforços diretos na preservação. Enquanto a conservação distante incentiva principalmente a interação visual, de pura observação e estímulo intelectual, com o meio ambiente, a conservação próxima inclui uma experiência sensorial completa. O envolvimento das comunidades permite que os moradores participem nas decisões de conservação, levando a uma solução de longo prazo que enfatiza o uso sustentável dos recursos e o empoderamento das comunidades. Os esforços de conservação são capazes de levar em consideração os valores culturais em vez dos ideais estrangeiros que são frequentemente impostos por ativistas estrangeiros.

## Grandes documentos das políticas públicas de conservação
Enquanto movimento estruturado e com significativa representação política, uma série de documentos políticos vêm sendo elaborados, notadamente após os anos 1960, com o objetivo definir e difundir conceitos e os objetivos relacionados à conservação da natureza. Esses documentos apresentam os consensos técnicos e políticos de cada época, e têm a conservação da natureza como tema central ou transversal, como no caso de documentos relacionados ao desenvolvimento sustentável.
Dentre esses documentos destacam-se principalmente a Declaração final da Conferência das Nações Unidas sobre o meio ambiente humano de Estocolomo 1972, o relatório Nosso Futuro Comum de 1987, o Relatório final da Conferência das Nações Unidas sobre o meio ambiente e o desenvolvimento de Rio de Janeiro 1992, o Relatório da Cúpula Mundial sobre o desenvolvimento sustentável de Joanesburgo 2002, o Relatório da Conferência das Nações Unidas sobre o desenvolvimento sustentável, e a série de relatórios do Congresso Mundial de Parques da União Internacional para a Conservação da Natureza (UICN).